# Afonso Guilhermino Wanderley Júnior
Afonso Guilhermino Wanderley Júnior (Curitiba, 6 de março de 1891 — 7 de julho de 1961) foi um advogado e político brasileiro.

## Vida
Filho de Afonso de Sousa Wanderley, bacharelou-se em direito pela Universidade Federal do Paraná.

## Carreira
Foi deputado à Câmara dos Deputados por Santa Catarina na 39ª legislatura (1951 — 1955), na 40ª legislatura (1955 — 1959), e na 41ª legislatura (1959 — 1963), como suplente convocado, eleito pela União Democrática Nacional (UDN).